# Grundisburgh
Grundisburgh is een civil parish in het bestuurlijke gebied Suffolk Coastal, in het Engelse graafschap Suffolk met 1.530 inwoners.

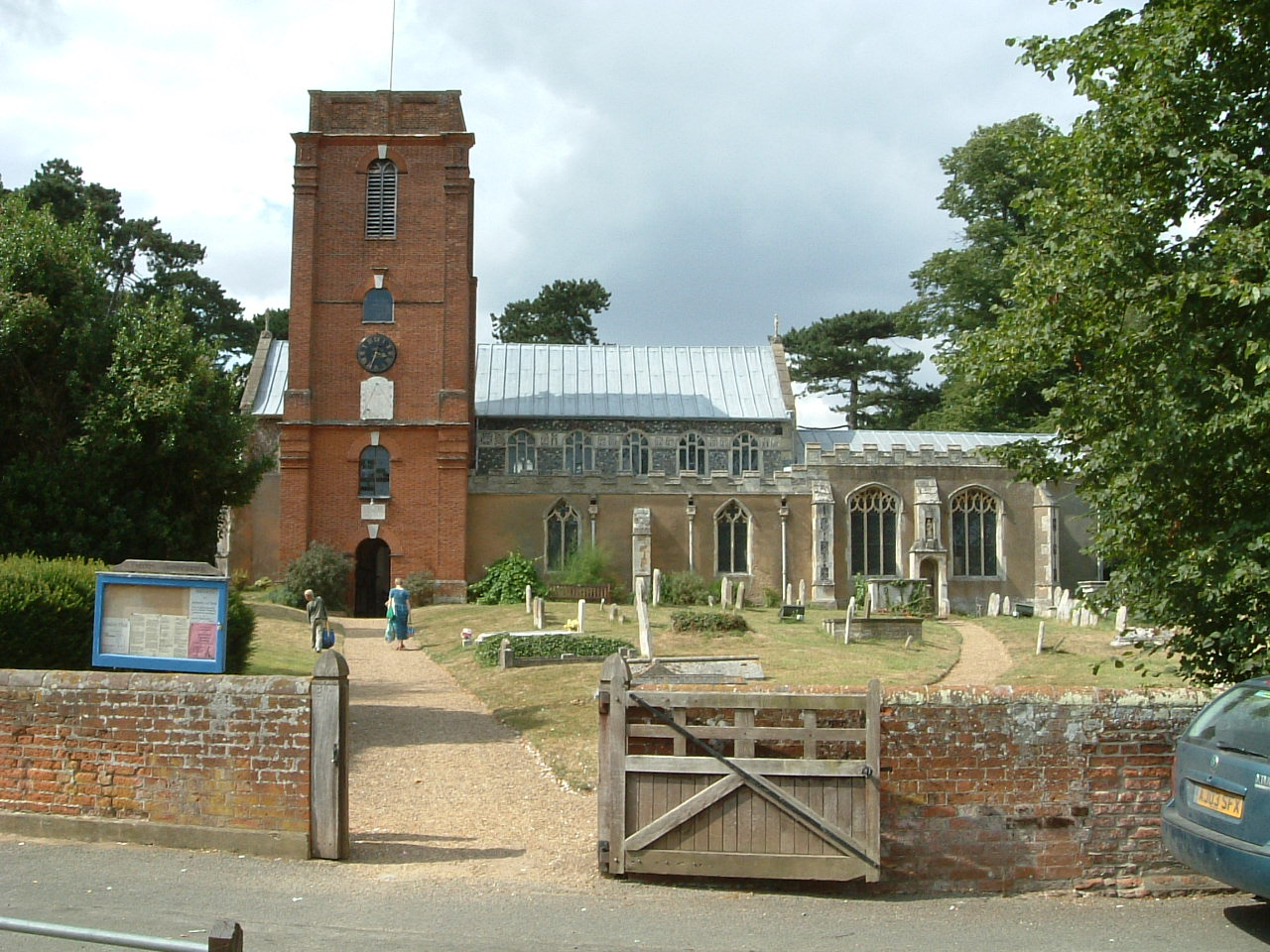
Kerk in Grundisburgh